# Nine (álbum de Blink-182)
Nine es el octavo álbum de estudio de la banda estadounidense de pop punk Blink-182. Fue publicado el 20 de septiembre de 2019 a través de Columbia Records. Tras el lanzamiento de su octavo disco: California, la banda realizó una gran gira y exploró proyectos paralelos. Este fue el segundo y último álbum de la banda que incluye a  Matt Skiba.
El guitarrista Matt Skiba regresó a su banda principal Alkaline Trio, con quien realizó una gira y grabó un álbum: Is This Thing Cursed? de 2018. Mientras tanto, el bajista Mark Hoppus comenzó un nuevo grupo, Simple Creatures, con el líder de All Time Low, Alex Gaskarth. El baterista Travis Barker, del mismo modo, centró sus energías en múltiples proyectos diferentes, incluidas las colaboraciones con Yungblud, Machine Gun Kelly, XXXTentacion y Lil Nas X.
Gran parte del lirismo del álbum es de naturaleza oscura y melancólica, marcado por la batalla de Hoppus contra la depresión. La portada del álbum de lavado de color fue pintada por el renombrado artista de grafiti RISK, mientras que el título del álbum proviene de su secuencia numérica en el catálogo de la banda. Musicalmente, el álbum aumenta el sonido pop punk de la banda con programación inspirada en el hip hop, así como electrónica. Para Nine, el trío pasó del servicio independiente BMG al sello principal Columbia.
Nine recibieron críticas positivas de críticos de música contemporánea, muchos de los cuales felicitaron su actualización al sonido característico de la banda, así como su contenido lírico más melancólico.

## Antecedentes
Después de separarse del fundador y guitarrista Tom DeLonge en 2015, Blink-182 reclutó a Matt Skiba, más conocido como el líder de la banda de rock Alkaline Trio, en su lugar. En 2016, Skiba, junto con el bajista de Blink Mark Hoppus y el baterista Travis Barker, grabaron su primer álbum de material juntos, California. Producido por John Feldmann, fue el primer álbum de la banda con colaboradores externos.
Después de que se completaron sus compromisos de gira, la banda regresó a casa por un período de tiempo libre. Skiba regresó a Alkaline Trio, con quien grabó su noveno álbum de estudio, Is This Thing Cursed?. Hoppus admitió que entró en una fase depresiva cuando estaba en casa después de la gira, y reclutó a amigos para que lo ayudaran en un proyecto de estudio en solitario. Rápidamente evolucionó a Simple Creatures, un proyecto paralelo de electropop con el líder de All Time Low, Alex Gaskarth. El dúo lanzó su primer EP extendido, Strange Love, en 2019.

## Grabación y producción
La banda comenzó a grabar nueva música en abril de 2018, con los miembros de la banda publicando fotos y videos en sus respectivas cuentas de redes sociales. Por primera vez, la banda trabajó no solo con uno, sino con múltiples productores en el proyecto. Además de regresar al productor de California , John Feldmann, el grupo alistó el trabajo de Pharrell Williams y los Futuristics en el álbum.

## Obra y título
Barker estuvo a cargo del desarrollo de la obra de arte, ya que había estado en lanzamientos anteriores. Escogió a cuatro de sus artistas favoritos, con el renombrado artista de grafiti RISK entregando la obra de arte final. Su objetivo como artista es evocar emoción con el color en un sentido abstracto, y para lograr esto, a menudo utiliza la técnica de lavado de color. RISK llama a este tratamiento "Beautiful Destruction", y todos en la banda amaron sus piezas lo suficiente como para usarlas para la portada del álbum.
Mientras estaba en producción, la banda a menudo se refería al álbum con el título de broma Bojmir, o trabajo de borde al revés. Poco después del anuncio del álbum, Hoppus publicó el significado del nombre del álbum en Reddit , afirmando que es su noveno álbum. Si bien Blink-182 solo había lanzado siete álbumes de estudio oficiales antes de Nine, Hoppus también incluyó su álbum de demostración, Buddha , como álbum oficial:

Nine. Este es nuestro noveno álbum, según lo decidido por mí y Travis. Algunos cuentan a Buddha, otros no. Algunos cuentan como The Mark, Tom and Travis Show. Algunos cuentan los Greatest Hits. Algunos cuentan Dogs Eating Dogs. Estoy contando a Buddha, Cheshire Cat, Dude Ranch, Enema of the State, Take Off Your Pants and Jacket, Blink-182, Neighborhoods, California, y ahora Nine. Nueve es también el número de amor universal y el número de Urano.

## Lista de canciones
| N.º | Título                      | Duración |  |
| 1.  | «The First Time»            | 2:26     |  |
| 2.  | «Happy Days»                | 2:59     |  |
| 3.  | «Heaven»                    | 3:17     |  |
| 4.  | «Darkside»                  | 3:00     |  |
| 5.  | «Blame It on My Youth»      | 3:05     |  |
| 6.  | «Generational Divide»       | 0:49     |  |
| 7.  | «Run Away»                  | 2:27     |  |
| 8.  | «Black Rain»                | 2:46     |  |
| 9.  | «I Really Wish I Hated You» | 3:11     |  |
| 10. | «Pin the Grenade»           | 2:59     |  |
| 11. | «No Heart to Speak Of»      | 3:40     |  |
| 12. | «Ransom»                    | 1:25     |  |
| 13. | «On Some Emo Shit»          | 3:09     |  |
| 14. | «Hungover You»              | 2:58     |  |
| 15. | «Remember to Forget Me»     | 3:29     |  |

## Posicionamiento en lista
| Lista (2019)                            | Posiciones |
| --------------------------------------- | ---------- |
| Alemania (Media Control Charts)         | 4          |
| Australia (ARIA)                        | 4          |
| Austria (Ö3 Austria)                    | 8          |
| Bélgica (Ultratop flamenca)             | 16         |
| Bélgica (Ultratop valona)               | 48         |
| Canadá (Billboard Canadian Albums)      | 5          |
| Países Bajos (Album Top 100)            | 37         |
| French Albums (SNEP)                    | 55         |
| Escocia (Scottish Albums Chart)         | 4          |
| Irlanda (IRMA)                          | 23         |
| Italia (FIMI)                           | 11         |
| Nueva Zelanda (Recorded Music NZ)       | 21         |
| Spanish Albums (PROMUSICAE)             | 25         |
| Suecia (Sverigetopplistan)              | 58         |
| Suiza (Schweizer Hitparade)             | 13         |
| Reino Unido (UK Albums Chart)           | 6          |
| US Billboard 200                        | 3          |
| Estados Unidos (Top Alternative Albums) | 1          |
| Estados Unidos (Top Rock Albums)        | 1          |
| Estados Unidos (Top Tastemaker Albums)  | 1          |

## Créditos
Blink-182
- Mark Hoppus – Vocales, Bajo
- Matt Skiba – Vocales, Guitarras
- Travis Barker – Batería, Percusión